# World Heavyweight Championship (2002–2013)
World Heavyweight Championship było tytułem mistrzowskim profesjonalnego wrestlingu stworzonym i promowanym przez federację WWE. Było jednym z dwóch topowych mistrzostw w WWE, wraz z WWE Championship. Należało do brandu Raw od 2002 po tym, jak Raw i SmackDown rozdzielono na dwa brandy, lecz zmieniało swoje położenie wskutek różnych okazji (głównie w rezultacie WWE Draftu) do 29 sierpnia 2011, gdy zakończyło się rozszerzanie brandów i mistrzowie mogli się pokazywać z tytułami we wszystkich programach. World Heavyweight Championship zostało zdezaktywowane 15 grudnia 2013 kiedy to zostało zunifikowane wraz z WWE Championship, którego nazwa została zmieniona na „WWE World Heavyweight Championship”, kontynuując żywot tego drugiego.
Tytuł był jednym z sześciu reprezentujących przez Big Gold Belt, wpierw wprowadzając go w 1985. Jego dziedzictwo można wskazywać na początki pierwszego światowego tytułu wrestlingu, więc jego historia trwa od ponad 100 lat, najwięcej na świecie.

## Historia

### Początki

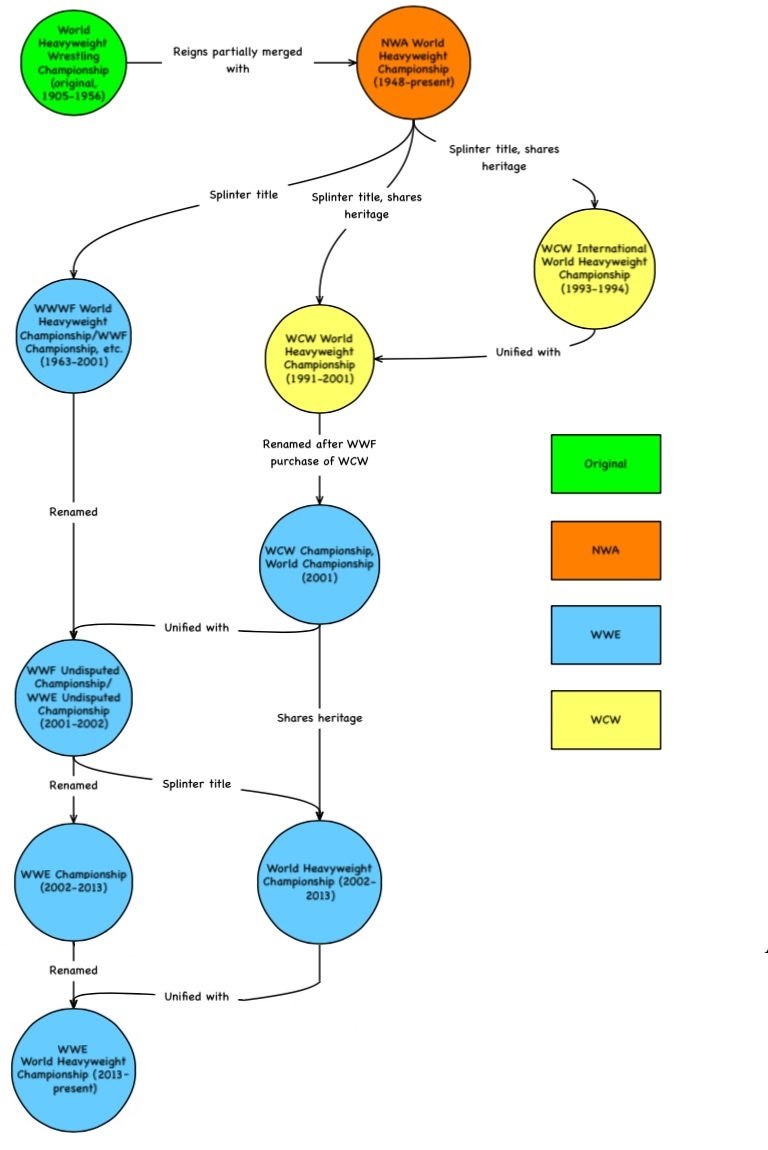
Diagram pokazujący ewolucję światowych tytułów we wrestlingu.

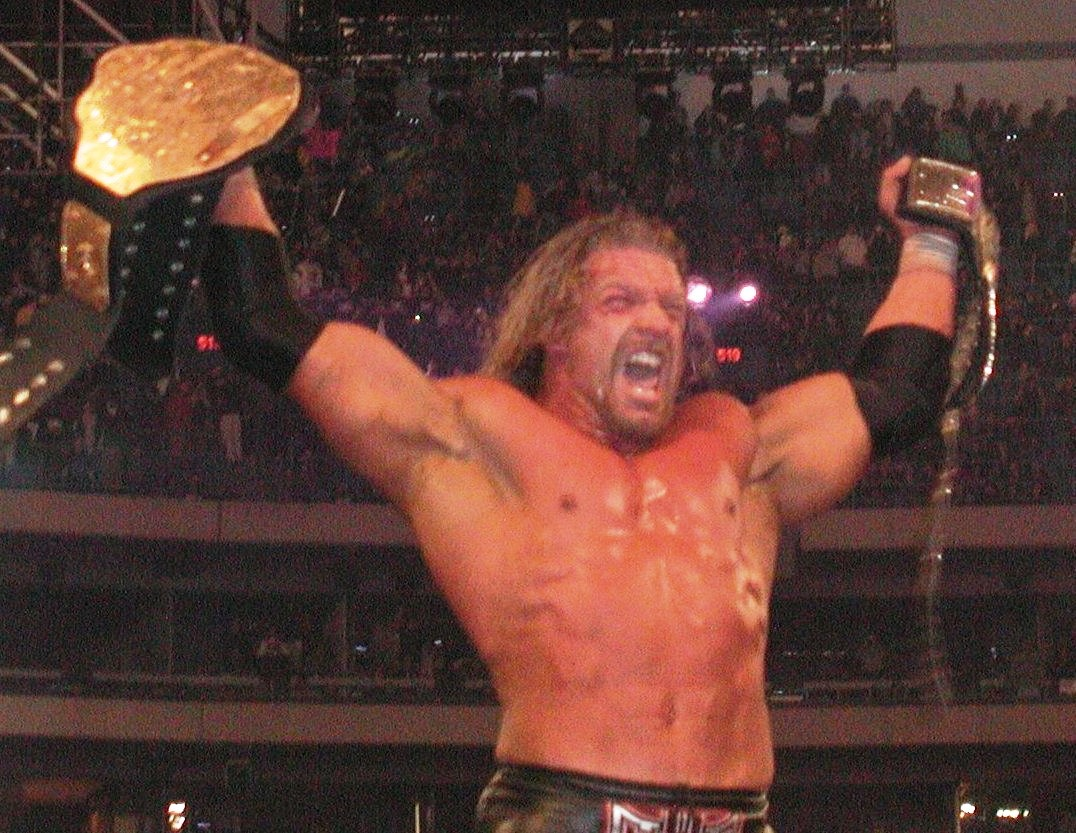
Pierwszy i pięciokrotny mistrz Triple H.

WWE zaprezentowało World Heavyweight Championship w 2002, kiedy to Eric Bischoff podarował Triple H’owi tytuł 2 września, zostając jego pierwszym właścicielem. Jednakże jego początki określa się jako jeden z pierwszych światowych tytułów wrestlingu, a później wskazuje na National Wrestling Alliance (NWA), które posiadało pomniejsze federacje z różnych terytoriów jako członków NWA. W późniejszych latach 80., World Championship Wrestling (WCW), które zostało utworzone przez kupno Jim Crockett Promotions i było członkiem NWA, zostało kupione przez Turner Broadcasting, które transmitowało programy należące do WCW. W międzyczasie, WCW używało NWA World Heavyweight Championship jako własnego światowego tytułu. WCW World Heavyweight Championship niedługo potem zostało utworzone i otrzymał je ówczesny posiadacz NWA World Heavyweight Championship, Ric Flair w 1991. W 1993, WCW odcięło się od NWA i urosło w sile, stając się rywalem dla World Wrestling Federation (WWF). Obie organizacje stały się znane międzynarodowo i walczyły ze sobą o lepsze telewizyjne ratingi (oglądalność) w poniedziałkowe noce, co zostało nazwane Monday Night Wars. Pod koniec walk, WCW zaczęło popadać w klęskę finansową, kulminując w kupno WCW przez WWF w marcu 2001. W rezultacie, WWF nabyło biblioteki video WCW, wybrane kontrakty z wrestlerami i tytuły, wraz z resztą majątku. Część wrestlerów z WCW dołączyło do WWF rozpoczynając „The Invasion”, tworząc ugrupowanie The Alliance, wycofując się z reprezentowania nazwy WCW. WCW Championship (którego nazwa została zmieniona na proste „World Championship”) zostało zunifikowane wraz z WWF Championship 9 grudnia 2001. Na gali, WCW World Heavyweight Championship zostało zdezaktywowane, kiedy to Chris Jericho stał się ostatnim mistrzem (i później Undisputed WWF Championem), pokonując The Rocka i Stone Cold Steve’a Austina kolejno. Tytuł WWF stał się Undisputed WWF Championship (potem Undisputed WWE Championship przez zmianę nazwy federacji) do września 2002, kiedy to utworzono World Heavyweight Championship.

### Utworzenie tytułu

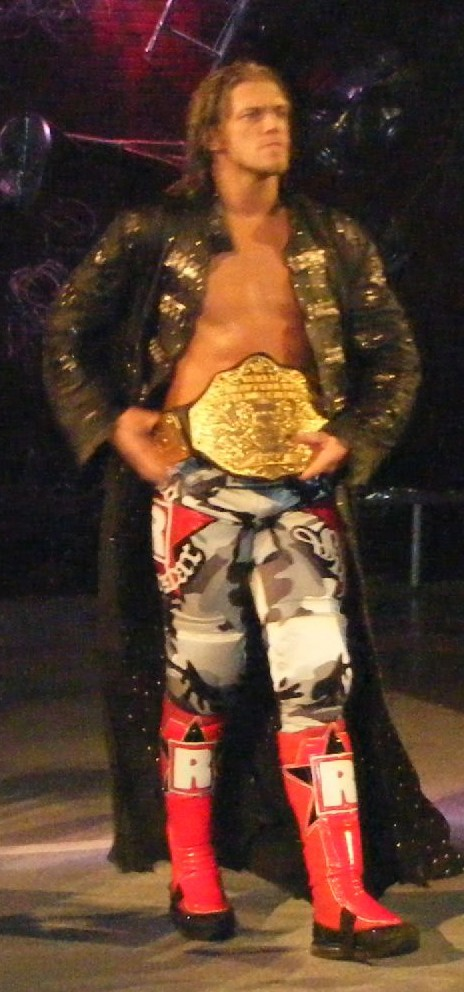
Rekordowy siedmiokrotny mistrz Edge.

W 2002, roster WWE podwoił się poprzez posiadanie wrestlerów z WWE, WCW i ECW. W rezultacie, WWE postanowiło podzielić oba rostery na dwa brandy, Raw i SmackDown, dopasowując mistrzostwa i osoby do odpowiednich brandów. Ekspansja ta została nazwana rozszerzeniem brandów (eng. Brand Extension). W maju 2002, WWF zmieniło nazwę na World Wrestling Entertainment (WWE). Po owych zmianach, Undisputed WWE Championship nie był przypisany dla żadnego z brandów i członek RAW i SmackDown mógł walczyć o mistrzostwo. Generalnym menadżerom Raw i SmackDown, Ericowi Bischoffowi i Stephanie McMahon ten pomysł się nie podobał, dlatego Stephanie McMahon zakontraktowała ówczesnego mistrza Brocka Lesnara do brandu SmackDown, pozostawiając brand Raw bez tytułu mistrzowskiego. 2 września, po pozostawieniu brandu bez tytułu WWE, Eric Bischoff ogłosił utworzenie tytułu World Heavyweight Championship. Bischoff podarował tytuł Triple H’owi, gdyż miał zostać rywalem mistrza WWE, Brocka Lesnara. Od razu po tym, nazwa Undisputed WWE Championship została zmieniona na WWE Championship.

### Rodowód tytułu

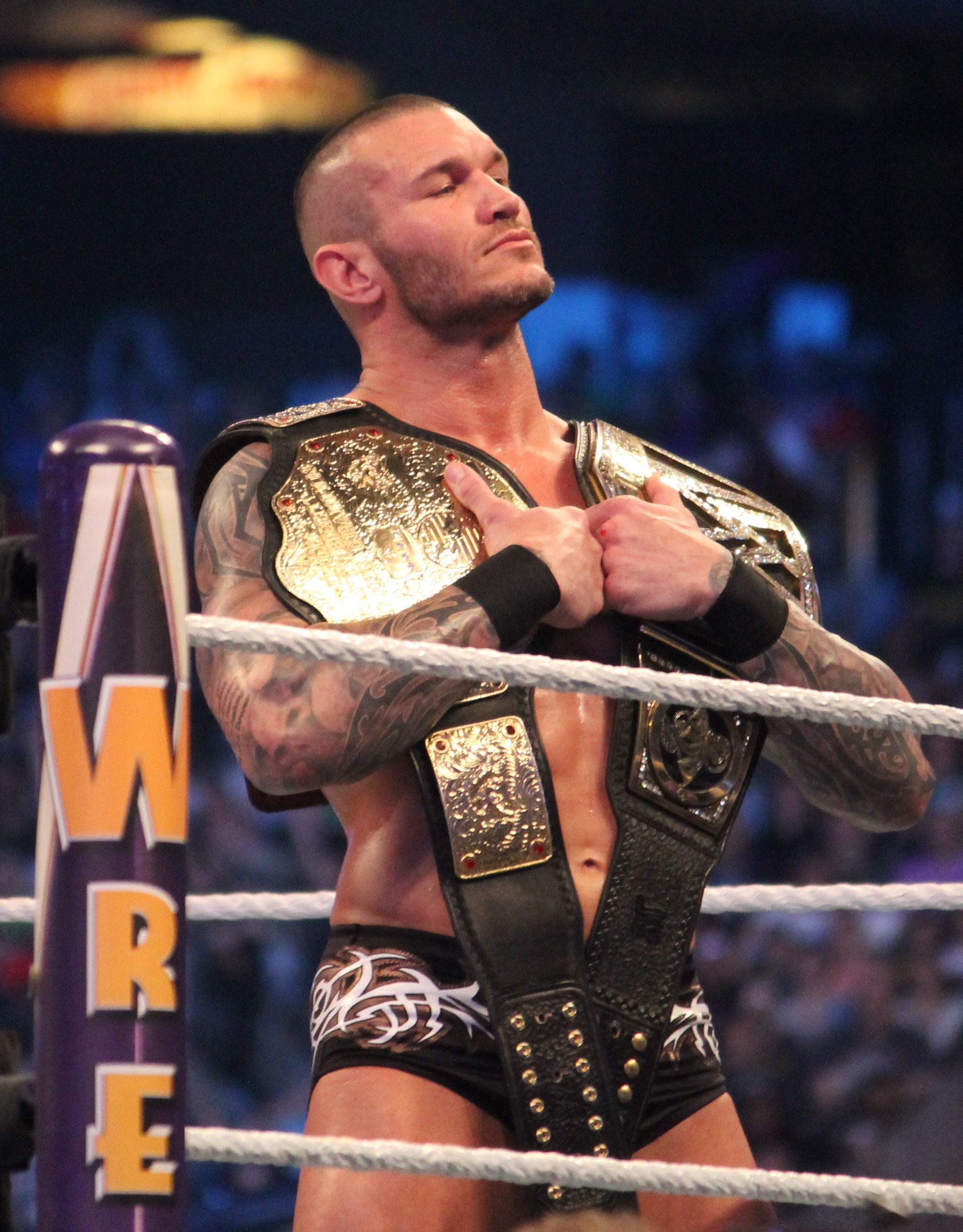
Czterokrotny i ostatni mistrz Randy Orton.

Od kiedy utworzono mistrzostwo, jego historia z poprzednimi wersjami nie jest powiązywana przez WWE, gdyż ma być on traktowany jako całkowicie nowy tytuł federacji. Pomimo nazwy, poprawnie można go określać na dwa sposoby: „world championship” oraz „world heavyweight championship”. Potwierdzone zostało przez WWE, że World Heavyweight Championship nie jest kontynuacją tytułu WCW Championship. 1 lipca 2013 na Raw, WWE uhonorowało poprzednich World Heavyweight Championów, zaliczając poprzednich NWA World Heavyweight i WCW World Heavyweight Championów wliczając Lou Thesz i Rica Flaira, wskazując, że World Heavyweight Championship jest niebezpośrednim następcą poprzednich tytułów.

### Nowy World Heavyweight Championship
W dniu 24 kwietnia 2023 podczas odcinka Raw, Triple H zaprezentował nowy tytuł World Heavyweight Championship nawiązujący wyglądem do dawnych mistrzostw spod konceptów Big Gold Belt (World Heavyweight Championship oraz World Heavyweight Championship istniejącego w latach 2002–2013). Po raz pierwszy nowy World Heavyweight Championship został zdobyty przez Setha „Freakin” Rollinsa na gali Night of Champions 2023, która odbyła się w dniu 27 maja 2023 w Arabii Saudyjskiej.

### Rozszerzenie brandów
Poniżej jest lista przedstawiająca zmiany przeskoków World Heavyweight Championship pomiędzy brandami Raw i SmackDown.
| Kolory | Kolory                                  |
| ------ | --------------------------------------- |
|        | Tytuł przeniesiony do brandu Raw.       |
|        | Tytuł przeniesiony do brandu SmackDown. |

| Data przeniesienia | Notki |
| ------------------ | --- |
| 2 września 2002    | Tytuł stworzony na Raw, podarowany Triple H’owi |
| 30 czerwca 2005    | Podczas WWE Draft Lottery, WWE Champion John Cena został przeniesiony na Raw podczas gdy World Heavyweight Champion Batista został przeniesiony na SmackDown.                                                                                    |
| 30 czerwca 2008    | CM Punk użył kontraktu Money in the Bank o walkę o World Heavyweight Championship przeciwko mistrzowi Edge’owi. Punk pokonał Edge’a i zdobył tytuł, przenosząc się do brandu Raw.                                                                |
| 15 lutego 2009     | Na No Way Out, Edge wygrał Elimination Chamber match o World Heavyweight Championship. Tytuł został przeniesiony na SmackDown, gdyż Edge był członkiem tego brandu.                                                                              |
| 5 kwietnia 2009    | Tytuł World Heavyweight Championship powróciło na Raw, kiedy to John Cena, członek brandu Raw, pokonał Edge’a i Big Showa w triple threat matchu zdobywając World Heavyweight Championship.                                                      |
| 26 kwietnia 2009   | Na Backlash, Edge pokonał Cenę, przywracając tytuł z powrotem na SmackDown. Tytuł pozostał na SmackDown do końca brand extension 29 sierpnia 2011. Tytuł pokazywany był w obu brandach dopóki nie został zunifikowany z WWE Championship na TLC. |

## Panowania

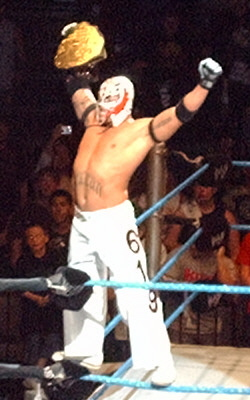
Rey Mysterio był najlżejszym posiadaczem mistrza przy wadze 75 kg.

Pierwszym mistrzem był Triple H, a w sumie było 25 różnych mistrzów. Tytuł najdłużej posiadał Batista, którego panowanie trwało od 3 kwietnia 2005 do 13 stycznia 2006 (282 dni). Triple H posiada rekord całkowitego najdłuższego panowania, który wynosi 617 dni. Rekord najkrótszego panowania należał do Daniela Bryana, który oficjalnie tytuł posiadał 18 sekund. Najmłodszym mistrzem był Randy Orton, który zdobył tytuł w wieku 24 lat. Najstarszym był The Undertaker, który zdobył mistrzostwo w wieku 45 lat. Edge posiadał tytuł rekordowo siedem razy. Tytuł był wakowany pięć razy w jego historii.
Randy Orton był ostatnim mistrzem przy jego czwartym panowaniu. Pokonał Johna Cenę w TLC matchu na gali TLC: Tables, Ladders, and Chairs 15 grudnia 2013 w Houston w Teksasie, unifikując WWE Championship i World Heavyweight Championship w WWE World Heavyweight Championship.